# Ranheim Fotball
Maillots
Dernière mise à jour : 1er décembre 2024.
Le Ranheim Fotball est un club norvégien de football basé à Ranheim et évoluant en championnat de Norvège de deuxième division.

## Historique
Le club est fondé le 17 février 1901 à Ranheim et joue ses matchs à domicile au EXTRA Arena. 
En 2017, le club monte en Eliteserien.